# Тырговиште (Румыния)
Тыргови́ште (рум. Târgoviște) — город на юге Румынии, у южных склонов Трансильванских Альп, на правом берегу реки Яломица, в 75 км к северо-западу от Бухареста. Административный центр жудеца Дымбовица.

## Этимология
Название «Тырговиште» — славянского происхождения, происходит от славянского слова со значением «рынок».

## История
Впервые упоминается в 1396 году как центр воеводства (по другим данным, известен с 1273 года). В 1430—1660 годах — столица Валахии. При Мирче Старом в городе построен дворец, при Владе Цепеше — башня Киндия, ставшая символом города.
В 1595 году в окрестностях города Михай Храбрый одержал победу над османским войском.

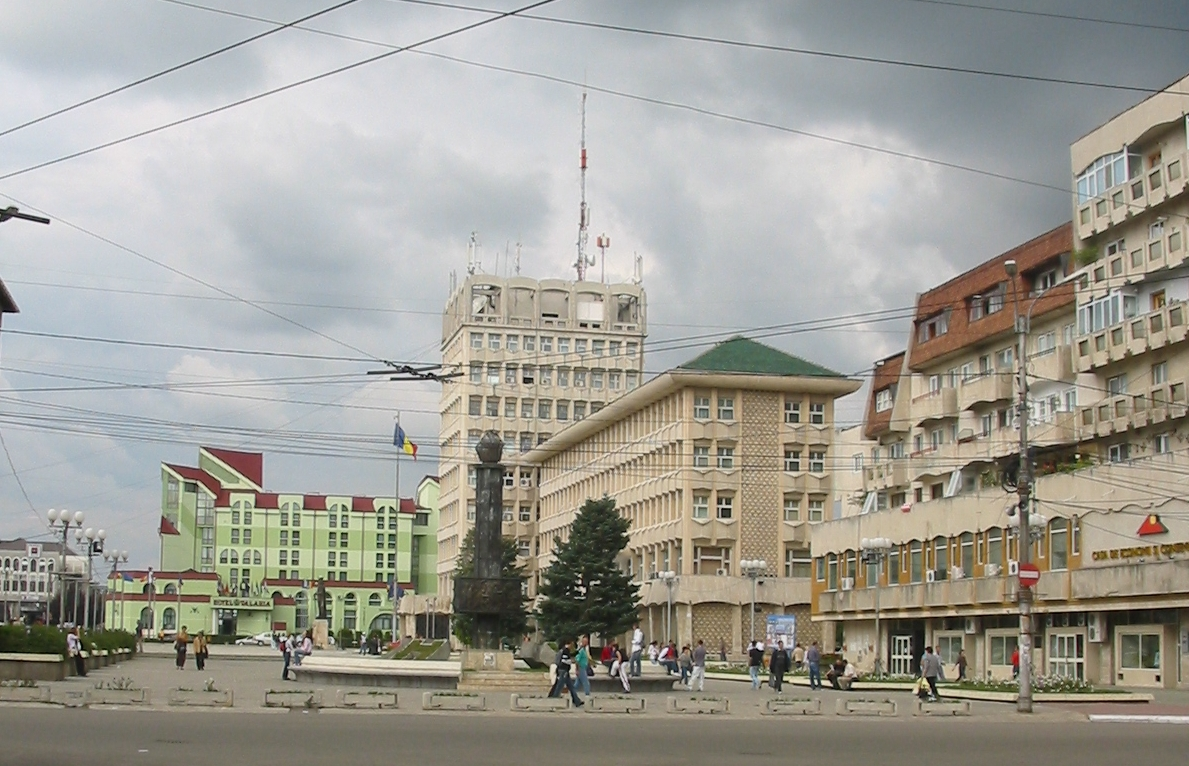
В центре Тырговиште (2006 год)

В правление Константина Брынковяну Тырговиште был летней резиденцией валашского господаря, а Бухарест — зимней. Тырговиште потерял своё значение, когда К. Брынковяну перенес столицу в Бухарест. Экономика пришла в упадок, а население города уменьшилось с 60 000 человек в XVI веке до 9000 в 1900 году.
25 декабря 1989 года в военной части Тырговиште проходил судебный процесс, по итогам которого, сразу же после приговора были казнены Николае и Елена Чаушеску.

## Экономика
Основная промышленность — металлургия, машиностроение; химическая, строительство, деревообработка и пищевая.
В Тырговиште находится металлургический завод Мечел Тырговиште, принадлежащий ОАО «Мечел». Предприятие начало работу в 1970 году, в 2002 году, после вхождения в состав «Мечел», сменило название на нынешнее. В настоящее время завод является крупнейшим производителем специальных сталей в Румынии.
Также в городе расположен крупнейший в Восточной Европе завод по производству нефтяных буровых установок UPET, принадлежащий российскому холдингу «Генерация»

## Достопримечательности

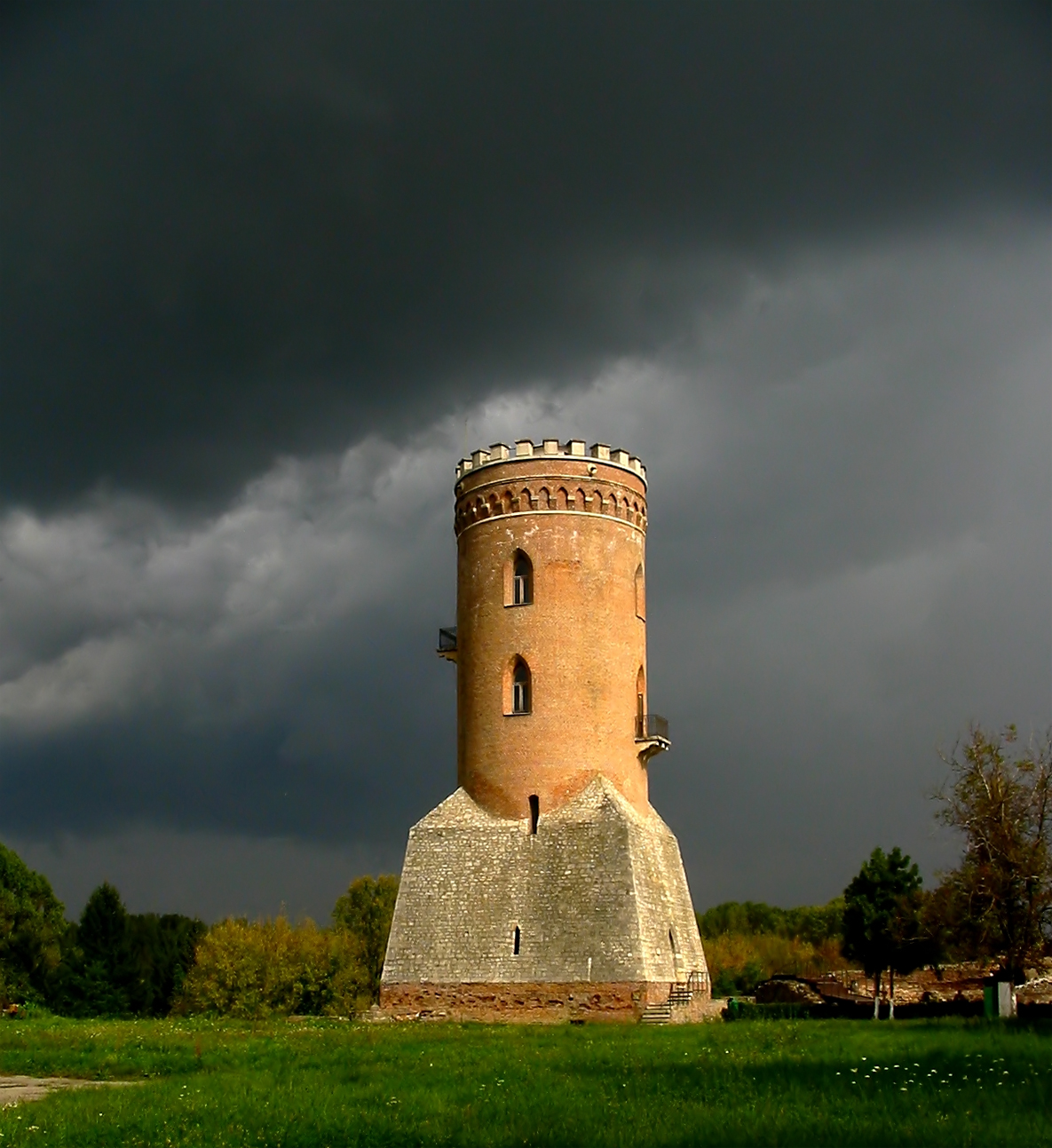
Башня Киндией

Достопримечательности города — ансамбль боярских палат, часовая башня Киндией (XV век), дом Пырвулеску (XVIII век); церкви Домняскэ (1585), Домняскэ-Микэ (1446), Стеля (1645), Св. Думитру (1639), Св. Николая (1527), Сфинций Ымпэраць (1650), митрополита (XIX век), Монастырь Дялу (XV век, в 3 км), Вифорыта (XVI век, в 5 км).

## Культура
В городе действует университет «Валахия», музеи: исторический, художественный, редких книг (в 1508 г. напечатана первая в Румынии книга).

## Персоналии
- Кандиано-Попеску, Александру (1841—1901) — румынский военный и политический деятель.
- Смаранда Георгиу (1857–1944) – румынская писательница, поэтесса, драматург.

## Города-побратимы
- Веллинге[вд], Швеция[5]
- Гуйлинь, Китай (27 июля 2018)[6]
- Ивано-Франковск, Украина (7 мая 2005)[7]
- Казанлык, Болгария[5]
- Кастельон-де-ла-Плана, Испания[5][6]
- Корбетта, Италия[5][6]
- Кэушень, Молдова (18 августа 2016)[6]
- Майами, США[5]
- Нью-Йорк, США[5]
- Орво, Франция[5]
- Сантарен, Португалия[5]
- Тракай, Литва[5]